# Mancomunidad Integral de Servicios Vegas Bajas
Las Vegas Bajas, oficialmente Mancomunidad Integral de Servicios Vegas Bajas, es una mancomunidad situada aproximadamente en el centro de Extremadura (España), con fecha de inscripción el 7 de febrero de 1992, enclavada en las fértiles tierras agrícolas de la comarca de su nombre homónimo (en referencia al río Guadiana), también denominada Mancomunidad de Montijo, al ser su capital. Limita al oeste con Badajoz, al sur con Tierra de Barros-Río Matachel y la Campiña Sur, al este con Mérida, La Serena y las Vegas Altas y al norte con Cáceres. Hasta el año 2011 el nombre oficial de la mancomunidad era Lácara Sur (No confundir con la Mancomunidad Integral Lácara - Los Baldíos). A partir de 2012 adquirió la actual denominación de Vegas Bajas. Además, todas las localidades pertenecen a Adecom-Lácara.

## Organización territorial
La mancomunidad se divide en diez municipios, los cuales incluyen doce núcleos de población.
| Municipio                | Población | Superficie | Densidad | Partido Judicial            |
| ------------------------ | --------- | ---------- | -------- | --------------------------- |
| Esparragalejo            | 1.513     | 16,8       | 93,63    | Partido judicial de Mérida  |
| Guadiana                 | 2.544     | 30,05      | 84,66    | Partido Judicial de Badajoz |
| La Garrovilla            | 2.393     | 33,5       | 74,33    | Partido Judicial de Montijo |
| Lobón                    | 2.866     | 57,6       | 48,56    | Partido Judicial de Montijo |
| Montijo                  | 16.121    | 119,72     | 134,68   | Partido Judicial de Montijo |
| Puebla de la Calzada     | 6.002     | 14,2       | 419,93   | Partido Judicial de Montijo |
| Torremayor               | 1.039     | 21,0       | 48,14    | Partido Judicial de Montijo |
| Valdelacalzada           | 2.851     | 19,2       | 18,7     | Partido Judicial de Badajoz |
| Talavera la Real         | 5.543     | 61,5       | 90       | Partido Judicial de Badajoz |
| Pueblonuevo del Guadiana | 2.036     | 30,95      | 66,43    | Partido Judicial de Badajoz |
| Totales                  | 42.908    | 404,52     | 192,45   |                             |

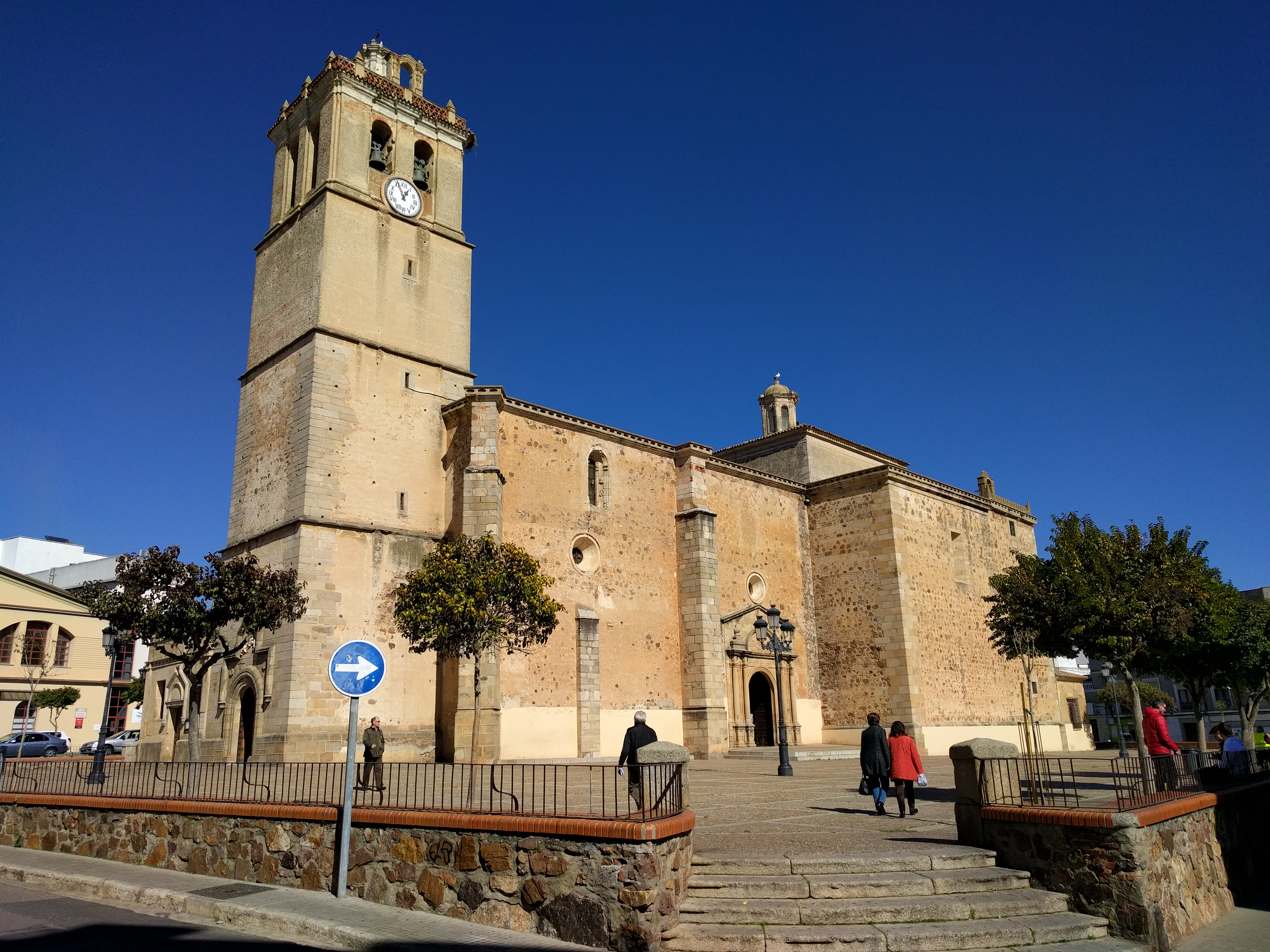
Montijo, capital de su partido judicial y de la Mancomunidad de las Vegas Bajas.

Las localidades de Esparragalejo, La Garrovilla, Montijo (con Barbaño y Lácara), Puebla de la Calzada, Torremayor, Valdelacalzada, Guadiana del Caudillo y Pueblonuevo del Guadiana formaría la mancomunidad para el abastecimiento de agua, denominada Mancomunidad de Montijo y Comarca (también conocida como Lácara-Sur hasta 2011), al que se unirían Lobón y Talavera la Real para conformar la denominada Mancomunidad Vegas Bajas.
En 1996 surgiría otra mancomunidad con nombre similar (Mancomunidad "Vegas Bajas del Guadiana II") para dar servicios de base a tres localidades: Guadiana del Caudillo, Pueblonevo del Guadiana y Valdelacalzada.

## Economía
La principal actividad económica de la mancomunidad es la industria agroalimentaria.

## Obras y servicios de la mancomunidad
- Abastecimiento de agua potable y tratamiento de aguas residuales
- Cultura.
- Deporte y ocupación del tiempo libre.
- Evaluación de situaciones y atención inmediata a personas en riesgo de exclusión social.
- Infraestructuras viarias y equipamientos.
- Promoción del turismo.
- Protección civil y prevención y extinción de incendios.
- Salubridad pública y sostenibilidad medioambiental.
- Urbanismo
- Uso eficiente y sostenible de las tecnologías de la información y las comunicaciones.